# Герб Жемайтії
Ге́рб Жема́йтії (лит. Žemaitijos herbas, жумуд. Žemaitėjės herbs) — офіційний символ Жемайтії, історичного регіону Литви. У червоному полі чорний ведмідь, що стоїть на задніх лапах, зі срібним озброєнням і нашийником. Старий герб — ведмідь, що крокує. Відомий з XV ст., з печаток литовських великих князів Вітовта[джерело?], Сигізмнуда[джерело?] та інших. Використовувався як герб Жемайтійського (Жмудського) князівства і староства у складі Великого князівства Литовського (до 1795), а також як символ «Самогітії» в складі Російської імперії (до 1917). Сучасної форми набув у XVII столітті. За російської доби чорного ведмедя зображали без нашийника, на золотому тлі. Нині є складовою герба Тельшяйського і Шяуляйського повітів Литви (з 2004), а також — гміни Жмудь в Польщі (з 1997). Інша назва за гербовою фігурою — жемайтійський ведмідь, жмудський ведмідь (лит. Žemaitijos lokys, пол. Żmudzki niedźwiedź).

## Опис
- Малий герб: у червоному полі чорний ведмідь, що стоїть, зі срібними кігтями і срібним нашийником.
- Середній герб (неофіційний): у червоному полі чорний ведмідь, що стоїть, зі срібними кігтями і срібним нашийником. Щит увінчаний князівською короною.
- Великий герб: у червоному полі чорний ведмідь, що стоїть, зі срібними кігтями і срібним нашийником. Щит увінчаний князівською короною. Щитотримачі: праворуч — лицар в обладунках, який спирається на меч; ліворуч — жінка, яка спирається на якір. Під щитом девіз латинською мовою PATRIA UNA (Єдина батьківщина).

## Історія
В основі жемайтійського герба лежить зображення ведмедя. Цей звір фігурує на печатках великого князя Вітовта від 1404 і 1407 років. На них, поряд із гербами Литви (погоня), Русі (хрест) й Троків (піхотинець), намальований щиток із ведмедем, який крокує. Такий самий щиток зустрічається на великій печатці великого князя Сигізмунда Кейстутовича. В традиційній історіографії ХІХ ст. цей герб вважали символом Жемайтії, проте частина дослідників ХХ ст. пов'язували його з Київщиною (за гіпотезою В. Семковича), або Смоленщиною (за гіпотезою А. Хеймовського).
Схожий герб із ведмедем зустрічається на гербовій чаші великого князя Олександра, датованій між 1492—1501 роками. На чаші намальовано червоний щит із чорним ведмедем, який ледве здіймається на задні лапи і має на шиї зі срібний нашийник. Оскільки герб немає підпису, дослідники вбачають у ньому символ Жемайтії або Смоленщини. Таке саме зображення фігурує на золотій монеті Сигізмунда Августа 1548 року.

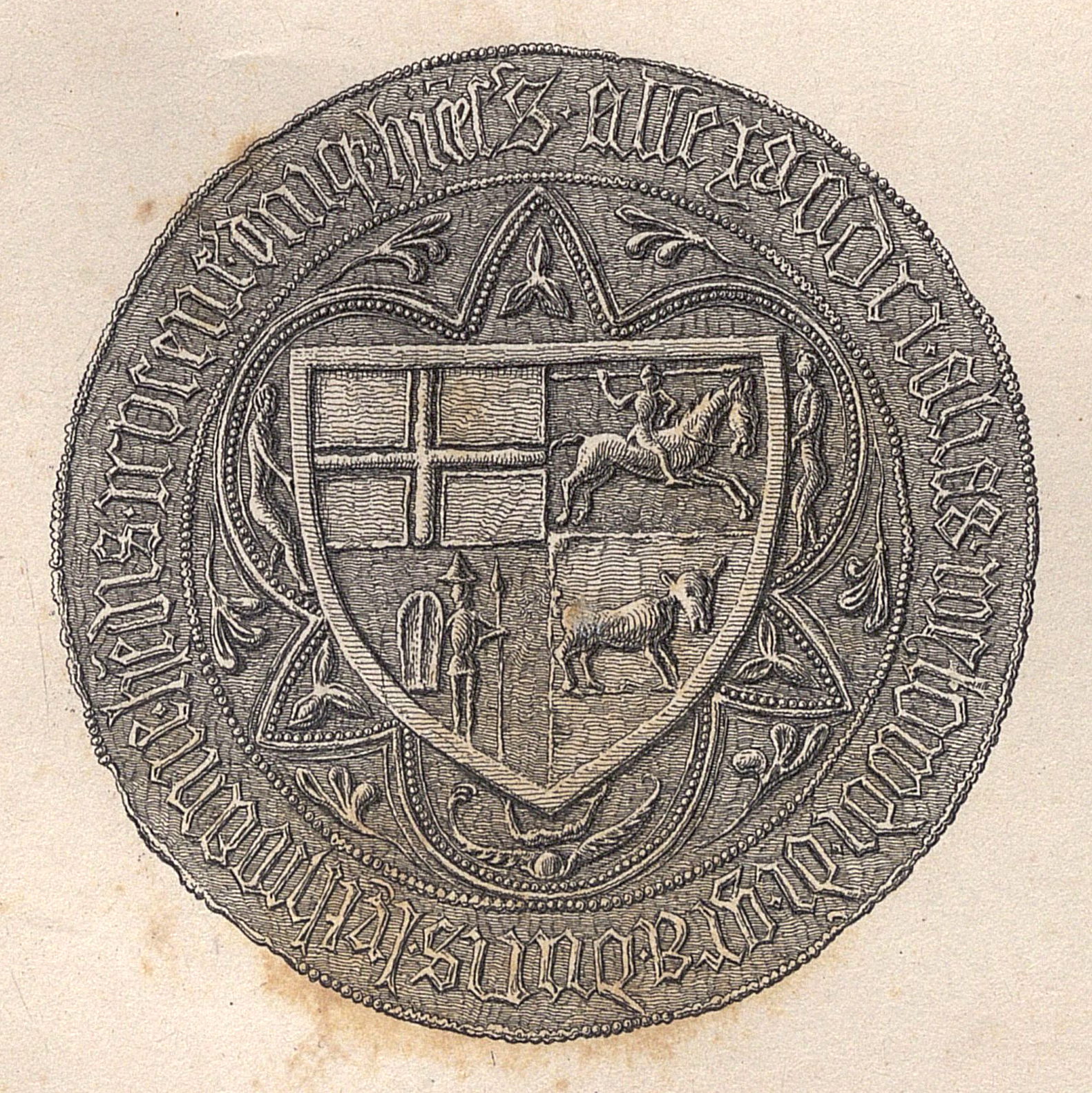
Печатка Вітовта 1404
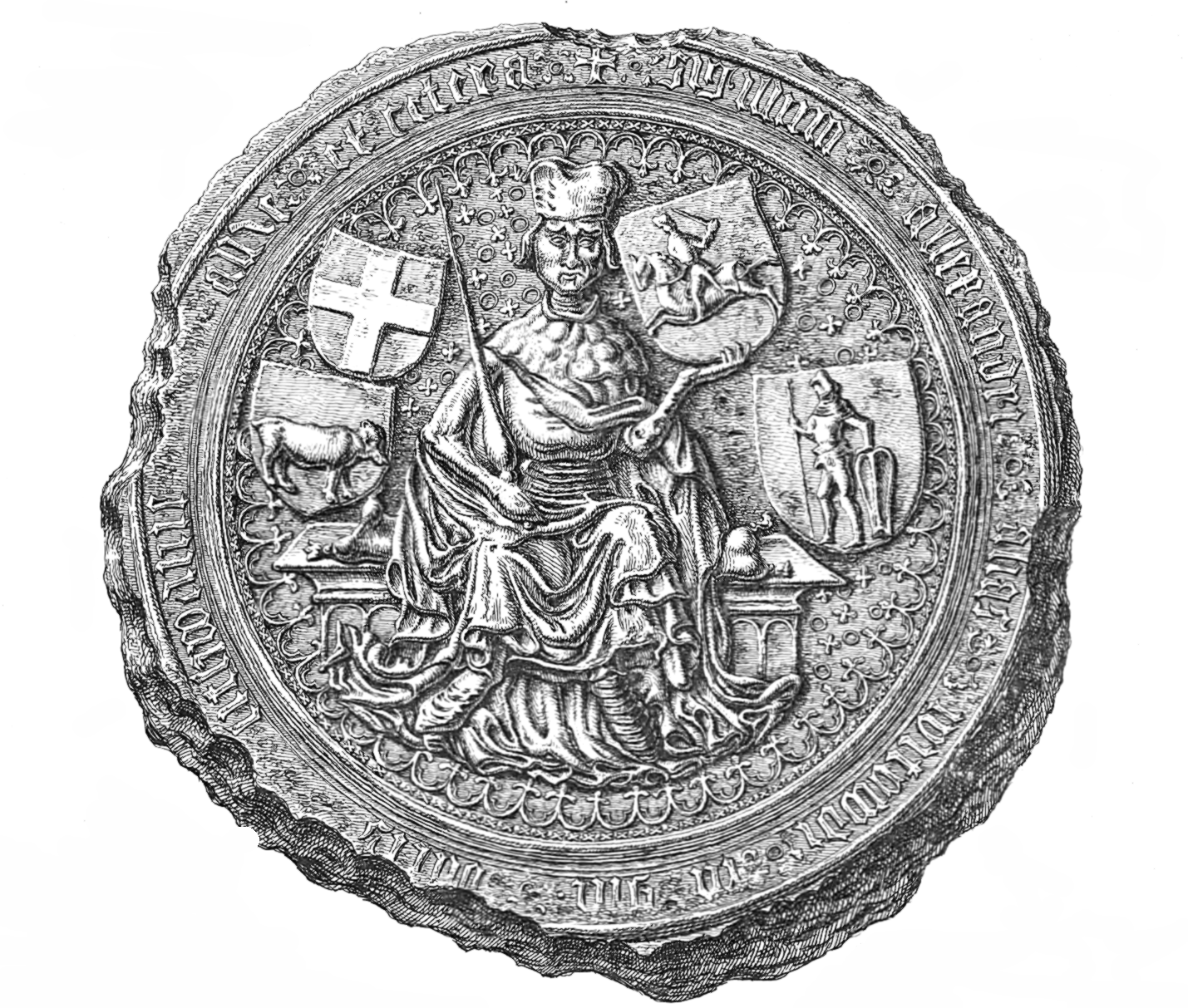
Печатка Вітовта 1407
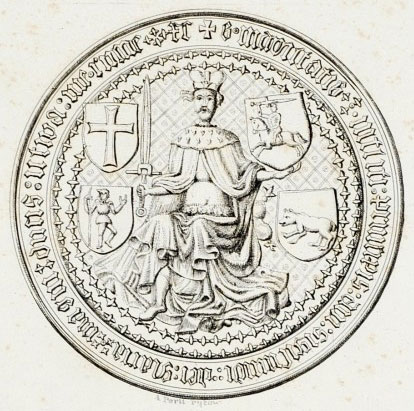
Печатка Сигізмунда 1436
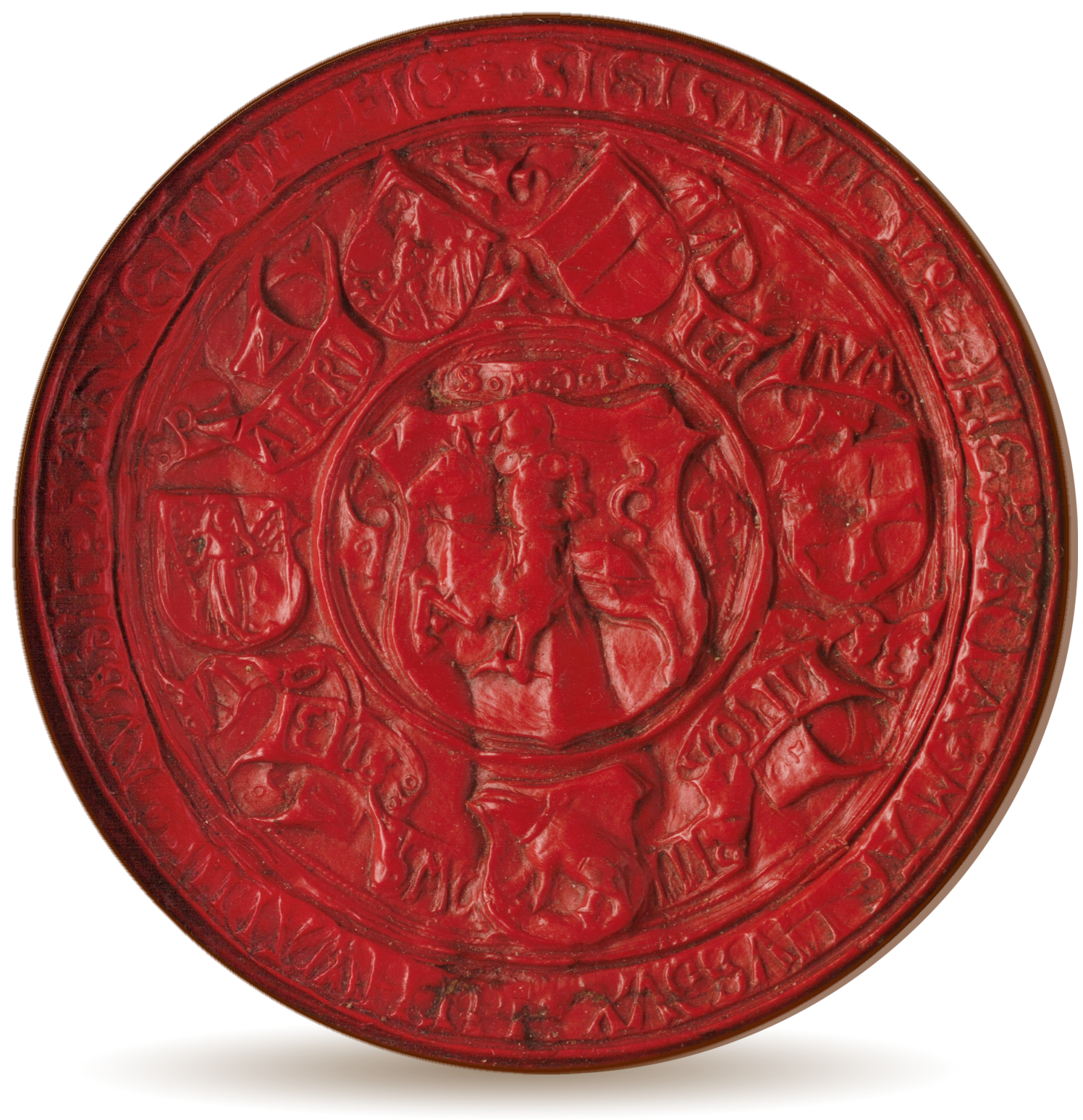
Печатка Сигізмунда I 1529

Герб Жмуді був згаданий Бартошем Папроцьким 1584 року в його книзі «Герби польського лицарства». На печатці Великого князя ведмідь вперше був названий гербом Жмуді 1669 року. Виникнення герба пов'язують з давньою легендою: одне з римських племен, що оселилися в Литві носило ім'я Урсінаї (від латинського «ведмідь» — «ursus»).
На Великому гербі Російської імперії Жемайтія (Самогітія) була представлена у золотому полі чорним ведмедем на задніх лапах, з червоними очима і язиком.
Ґрунтуючись на історичних та іконографічних традиціях, Альгіс Альгіс, член литовської Геральдичної комісії розробив проект великого і малого герба регіону. Малий герб затверджено 21 червня 1994 року, великий — 1999 року.

## Вплив
- 1997
  - Герб  гміни Жмудь, Польща[5]
- 2004
  - Герб Тельшяйського повіту, Литва
  - Герб Шяуляйського повіту, Литва

## Галерея

Герб староства
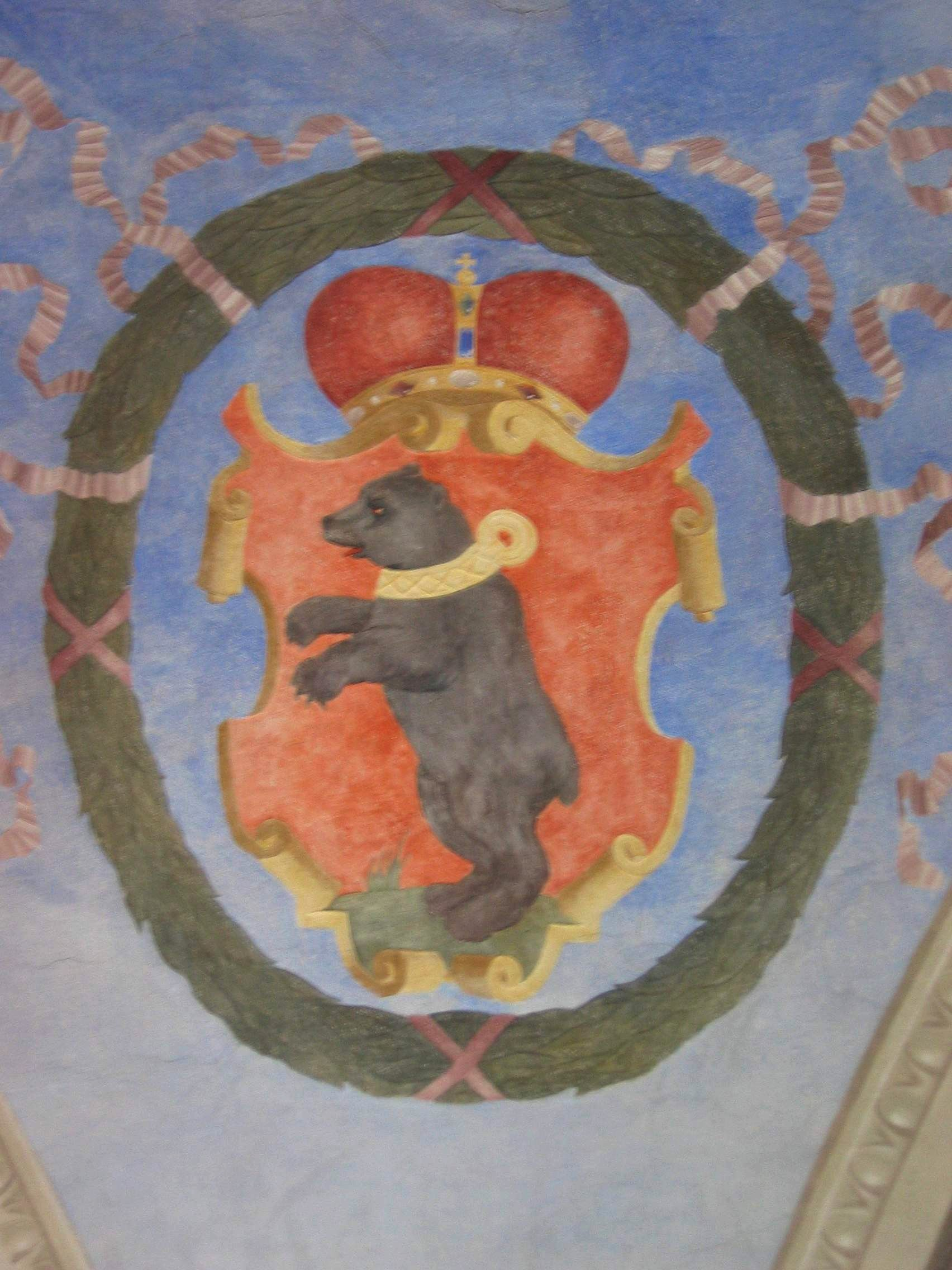
Герб староства
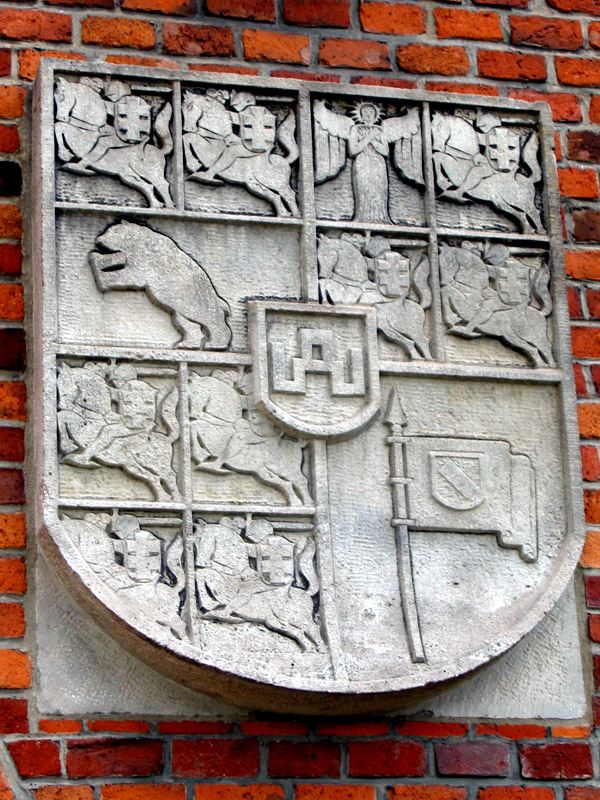
Вавельський замок
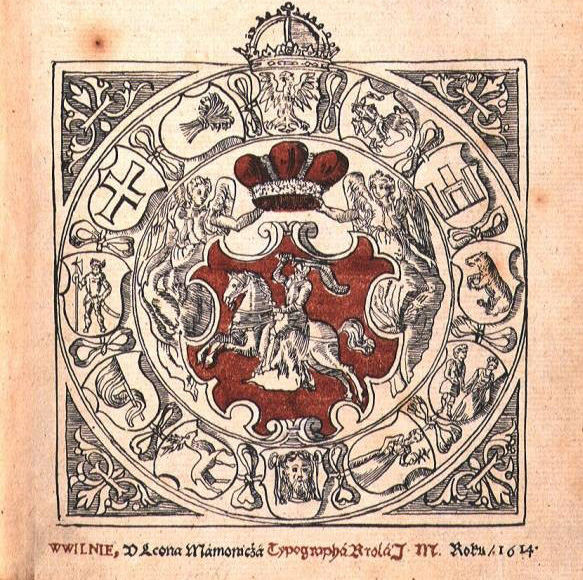
Литовський статут 1614
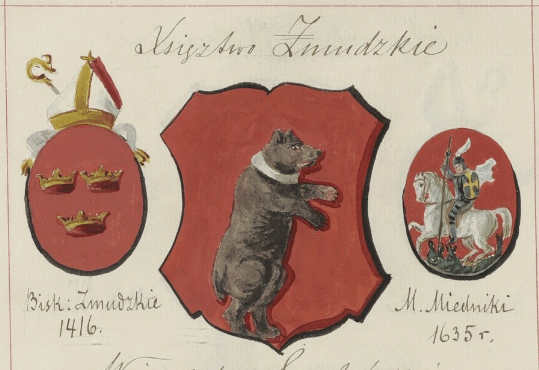
Жмудське князівство 1900
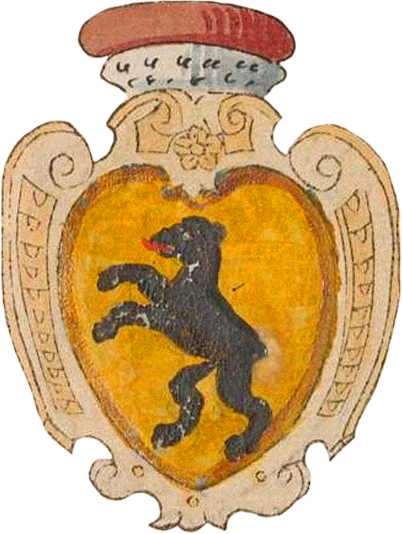
Самогітське герцогство 1700
Російська Самогітія
Білорусько-литовські землі 1882
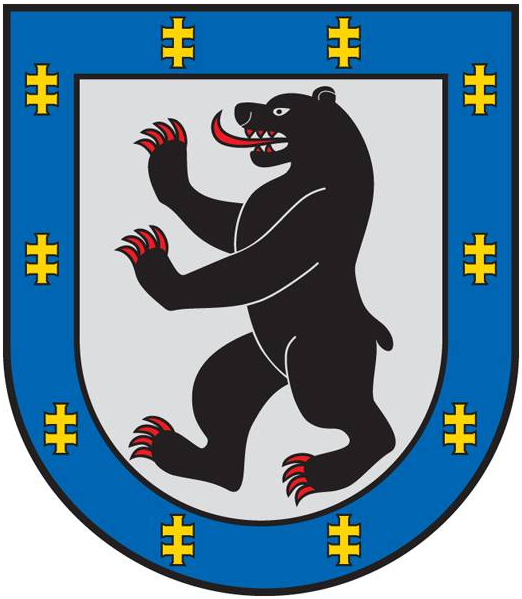
Шауляйський повіт 2004
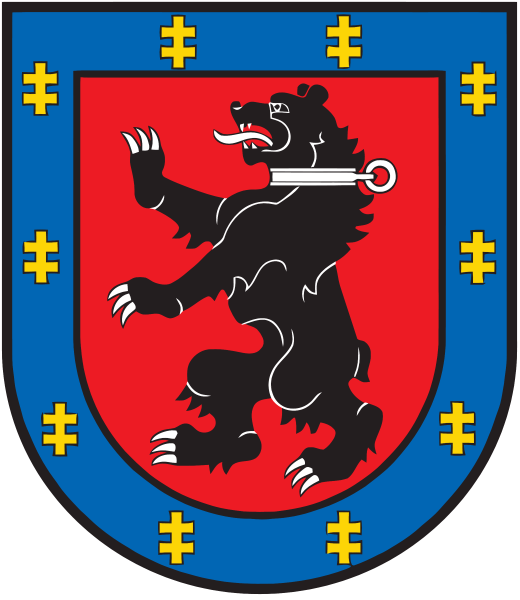
Тельшяйський повіт 2004
Гміна Жмудь